# Grus
 For alternative betydninger, se Grus (flertydig). (Se også artikler, som begynder med Grus)
 Denne artikel bør gennemlæses af en person med fagkendskab for at sikre den faglige korrekthed.

Grus er i almindelig tale udtryk for en blanding af sten og sand og kan bredt defineret dække jordpartikler med en diameter mellem 2 og 50 mm. Ofte menes der: brolægningsgrus, som netop er meget lerholdigt. Produktet mekanisk stabilt grus (stabilgrus) er under skarp kontrol, da dets evne til at lade sig komprimere og dermed bære trafikbelastning hænger nøje sammen med at kornkurven er jævn og ubrudt. Grus graves op fra grusgrave.
Sprogbrugen og definitionerne er forskellige på Sjælland (Østdanmark) og i Jylland (Vestdanmark). I vest er sand materialer op til ca. 1 mm, grus er materialer på ca. 1-3 mm og det derover er sten. I øst er sand noget større (alle kornede jordtyper, med mindre de enkelte partikler kan skelnes på afstand), grus kan være op til ca. 20 mm. og derover er der enighed om, at det er sten[kilde mangler].
I DS401 Sand, Grus og Stenmaterialer er den geotekniske definition på grus en kornstørrelse på 2-20 mm.